# Punctoterebra succincta
Punctoterebra succincta é uma espécie de gastrópode do gênero Punctoterebra, pertencente a família Terebridae.